# Quartetto (Quartetto di Lucca)
Quartetto è un album del Quartetto di Lucca, inciso alla fine del 1963 e pubblicato i primi mesi del 1964 dalla RCA Italiana.

## Il disco
L'album racchiude alcuni brani composti dai membri del gruppo uniti a standard jazz.
La copertina raffigura i quattro seduti su una scalinata di un monumento, ed è una fotografia di Luciano Costarelli; sul retro vi è una presentazione del disco, opera di Alfredo Luciano Catalani.
L'album è stato ristampato su CD dalla BMG Ariola nel 1993 (numero di catalogo: 74321-17759-2), con l'aggiunta come bonus track dei tre brani componenti l'EP del 1960, Lullaby of Birdland/West Blues/Estate '58 (RCA Italiana, EPA 30-338), pubblicato come Quintetto di Lucca; in queste ultime tracce vi è presente anche Gaetano Mariani alla chitarra, che poco tempo dopo aveva abbandonato il gruppo (e non suona quindi nei brani dell'album).
La ristampa contiene nel libretto interno, oltre alla ricordata presentazione di Catalani, anche uno scritto di Livio Cerri in origine presente sul retro dell'EP.

## Formazione
- Vito Tommaso (Lucca - 1937): pianoforte
- Giovanni Tommaso (Lucca - 20 gennaio 1941): basso
- Antonello Vannucchi (Lucca - 10 ottobre 1936): vibrafono, tastiere
- Giampiero Giusti (Lucca - 1936): batteria
- Gaetano Mariani (Lucca - 1936): chitarra (solo nelle bonus tracks)

## Tracce
Lato A:
1. Quartetto (Vito Tommaso) - 9:08
2. Soft Winds (Benny Goodman) - 4:54
3. Night In Tunisia (Dizzy Gillespie) - 7:28

Lato B:
1. Estate '61 (Vito Tommaso) - 10:00
2. Gabry (Antonello Vannucchi) - 5:45
3. Blues for Carole n° 2 (Giovanni Tommaso) - 2:19
4. Like Someone In Love (Jimmy Van Heusen) - 4:38

Bonus Tracks (solo su CD):
1. Lullaby Of Birdland (George Gershwin) - 3:01
2. West Blues (Antonello Vannucchi) - 4:05
3. Estate '58 (Antonello Vannucchi e Vito Tommaso)  - 7:37

## Formazione
- Vito Tommaso (Lucca - 1937): pianoforte
- Giovanni Tommaso (Lucca - 20 gennaio 1941): basso
- Antonello Vannucchi (Lucca - 10 ottobre 1936): vibrafono, tastiere
- Giampiero Giusti (Lucca - 1936): batteria
- Gaetano Mariani (Lucca - 1936): chitarra (solo nelle bonus tracks)